# Tasata fuscotaeniata
Tasata fuscotaeniata är en spindelart som först beskrevs av Eugen von Keyserling 1891.  Tasata fuscotaeniata ingår i släktet Tasata och familjen spökspindlar. Inga underarter finns listade i Catalogue of Life.